# 사키야마촌 (이시카와현)
사키야마촌(崎山村)은 이시카와현 가시마군에 설치되었던 촌이다. 현재의 나나오시에 해당한다.

## 지리
- 현재의 나나오시 동부, 사키야마 반도의 끝자락에 위치해 있다.

## 역사
- 1889년 4월 1일 - 정촌제 시행에 의해 4개 촌의 구역을 가지고 성립하였다.
- 1954년 3월 31일 - 미나미오노촌, 사키야마촌, 다카시나촌, 기타오노미촌과 함께 나나오시에 편입되었다.